# Santiago Tolman
Santiago Tolman es una localidad o subdivisión perteneciente al municipio mexicano de Otumba, en el Estado de México. 
Se encuentra a 2360 m a nivel del mar a 51 km de la Ciudad de México, 5 km de la cabecera municipal y a 6 km de la zona arqueológica de Teotihuacán.
Pueblo de origen otomí, durante muchos años los habitantes se dedicaron al campo o en general a la agricultura y al momento de hoy en día se distingue por ser una comunidad dedicada al comercio de frutas tanto de productos regionales, como la tuna y xoconostle, y de otros frutos de diferentes partes del país.
Algunos residentes y nativos de aquí aún conservan la música de sus ancestros y tocan la Chirimía en fiestas patronales. El día 25 de Julio, se celebra a Santiago Apóstol, con juegos pirotécnicos, danzas de moros y cristianos. 
Así como también la fiesta en honor ala  Preciosa Sangre de Cristo y la Virgen de los remedios misma que lleva el nombre de la colonia ubicada en esta comunidad.